# Zwavelig oranjetipje
Het zwavelig oranjetipje (Anthocharis gruneri) is een vlindersoort uit de familie van de Pieridae (witjes), onderfamilie Pierinae.
Anthocharis gruneri werd in 1851 beschreven door Herrich-Schäffer.
De soort komt voor van het zuiden van de Balkan tot de Kaukasus.